# Omega Labyrinth
Omega Labyrinth (オメガラビリンス), estilizado como ω Labyrinth, es un videojuego de rol roguelike de mazmorras de 2015 desarrollado por Matrix Software y publicado por D3 Publisher para PlayStation Vita. El juego sigue a un grupo de chicas mientras exploran una mazmorra en busca del legendario "Santo Grial de la Belleza", del que se dice que puede conceder cualquier deseo. La protagonista Aina Akemiya busca el Grial para aumentar el tamaño de su pecho, ya que se siente incómoda con sus senos pequeños. Omega Labyrinth se ha destacado por su gran contenido de fanservice y se lanzó el 19 de noviembre de 2015 en Japón.

## Jugabilidad
Omega Labyrinth es un juego de rol de exploración de mazmorras tipo roguelike. La mazmorra se genera aleatoriamente; cada vez que Aina y sus cómplices ingresan a la mazmorra, su mapa, monstruos y elementos disponibles cambian. A medida que los jugadores se mueven dentro de la mazmorra, los monstruos también se mueven por turnos . Los jugadores acumulan experiencia al derrotar monstruos y los personajes se vuelven más fuertes a medida que suben de nivel. Si abandonan la mazmorra, los personajes vuelven al nivel 1 y todos los objetos se pierden cuando la barra de salud llega a cero. Por lo tanto, las misiones deben completarse todas de una vez. El objetivo del juego es buscar y obtener el "Santo Grial de la Belleza", mientras derrotas monstruos y evitas trampas mediante el uso de objetos, armaduras y armas. 
Al entrar en una mazmorra, los jugadores pueden elegir otro personaje controlado por computadora para que actúe como compañero y entrar con ellos, o entrar solos. Aunque asociarse tiene ventajas tácticas en la batalla, también es más riesgoso, ya que los objetos del compañero también se pierden cuando el equipo es derrotado. Al derrotar monstruos en la mazmorra, los jugadores acumulan Omega Power además de puntos de experiencia; esto aumenta el tamaño del pecho de Aina. Esto va acompañado de un aumento en las estadísticas y si Aina alcanza el máximo poder Omega, ingresa en el "Modo Hatsmunune", potenciando enormemente su estado. Al salir de la mazmorra, el cofre de Aina vuelve a su tamaño normal, aunque el poder Omega acumulado se puede usar para comprar artículos.
Los elementos obtenidos en las mazmorras inicialmente no están identificados, y se desconocen su nombre y efectos. Deben ser revelados usando Omega Power, con una secuencia animada donde el jugador coloca dicho objeto entre los senos del personaje y lo sacude para lograrlo. Se puede seleccionar cualquier personaje para esta secuencia, lo que permite a los jugadores elegir su favorito. Los jugadores que no deseen pasar por la escena pueden optar por omitirla por completo. Los jugadores también pueden optar por fortalecer a sus personajes a través del sistema "Desmayo en Agonía" (悶絶☆覚醒), que se activa mediante elementos especiales de mazmorra; esto lleva a que uno de los personajes femeninos entre en un estado de "excitación". Tocarla durante este tiempo permite aumentar el poder Omega y el estado, y son únicos para cada personaje.
En las mazmorras, los jugadores también pueden encontrar bragas y sujetadores, que pueden equiparse para aumentar la defensa de los personajes, junto con armas y escudos. Las combinaciones de estos también pueden desencadenar efectos especiales.  Se obtienen varias categorías de armas a través de la exploración de mazmorras, esto incluye espadas, lanzas, hachas, hoces y katanas. Los objetos se pueden sintetizar en mazmorras usando Poder Omega para fortalecerlos.  A medida que los jugadores avanzan en la mazmorra, los personajes a veces pueden ser capturados por monstruos y es necesario tocar la pantalla para liberarlos; esto brinda la oportunidad de hacer fanservice,  así como capturas de pantalla de personajes al caer en una trampa de mazmorra. 
Se puede gastar Omega Power y comprar varios artículos en la tienda del juego. El juego cuenta con contenido descargable que también se puede conseguir en la tienda.  

## Historia

### Personajes
- Aina Akemiya (朱宮 愛那) (con la voz de Haruka Yamazaki), la animada y enérgica protagonista del juego. Está obsesionada con el tamaño de sus pequeños pechos, por lo que entra al calabozo en busca del "Santo Grial de la Belleza" que le conceda su deseo de agrandarlos. Aunque no es una estudiante de honor, es lo suficientemente popular como para ser a menudo el centro de atención.
- Nako Mito (美桃 なこ) (con la voz de Aya Uchida), una hábil cocinera y la mejor amiga de Aina, fue invitada por ella a desafiar juntas la mazmorra. Tiene un pecho voluptuoso en comparación con Aina.
- Saeri Soja (蒼社 紗衣里) (con la voz de Mao Ichimichi), una chica del cuarto de Rusia que adora a Aina. "Ágil como un ninja", Saeri es una chica discreta que también fue invitada por Aina a desafiar la mazmorra con ella.
- Pai (パ イ?) (con la voz de Emi Uema), una hada que "ama los senos". Aina salvó a Pai del ataque de un monstruo y, por lo tanto, se encariñó con ella. Ella fue quien les contó a los protagonistas la historia de la mazmorra y el Santo Grial. Su nombre es una versión abreviada de la palabra del argot japonés oppai.
- Marika Hikawa (翠川 真理華) (con la voz de Yu Kobayashi), vicepresidenta del consejo estudiantil de Anberyl Girls Academy. Dotada de talento, maneja casi todo perfectamente y sin esfuerzo. Después de experimentar su primera derrota ante la presidenta del consejo estudiantil, Mirei, se siente abrumada por la admiración por ella.[3]
- Mirei Shirogane (白金 美玲?) (con la voz de Fumiko Uchimura), presidenta del consejo estudiantil de Anberyl Girls Academy. A diferencia de Marika, ella tiene poco talento pero ha logrado ascender gracias al trabajo duro y la disciplina. Quiere ser amable con todos.[3]
- Rinne Kuon (久遠 輪廻?) (con la voz de Akira Nakagawa), fundadora de Anberyl Girls Academy. Una "mujer de muchos misterios", los estudiantes la temen debido a sus estrictas reglas, pero también la respetan por su comportamiento digno.
- Yumi Amano (天乃 夢美?) (con la voz de Kikuko Inoue), una exalumna que ahora se encarga de la tienda y los asuntos generales de la academia. Ella es extremadamente popular entre los estudiantes y es una figura parecida a una hermana mayor.
- Rio Akanezaki (con la voz de Ayaka Fukuhara), un nuevo personaje introducido en Omega Labyrinth Z y rival de Aina. Odia las reglas y considera que los profesores son una existencia problemática. Su sueño era usar el Santo Grial para hacer sus senos más pequeños, pero debido a que Aina lo destruyó antes de tener la oportunidad, le guarda rencor.[4]

### Trama
El juego se desarrolla en la Academia de Chicas Anberyl, donde ha surgido el rumor de un "Santo Grial de la Belleza (美の聖杯)", un objeto que se dice que puede conceder cualquier deseo. Se dice que el grial está escondido en una antigua cueva que sólo está abierta el día de la fundación de la escuela. Así, al comienzo del juego, varias chicas han venido en busca del misterioso grial, y la protagonista Aina Akemiya se propone encontrar el grial para aumentar el tamaño de su pecho, que es más pequeño que el de las otras chicas.
Al comenzar la historia del juego, Aina y Nako se dirigen a una mazmorra cercana para encontrar el grial, pero se separan inmediatamente. Sin embargo, afortunadamente, Aina conoce a la hada, Pai. Pai explica que dentro de la mazmorra, Aina se encontrará con monstruos y cada uno que mate liberará Omega Power, una poderosa fuente de energía que fortalece sus estadísticas y también agranda su busto. Sin embargo, al salir de la mazmorra, el Poder Omega se disipa y su cofre vuelve a su tamaño normal.  

## Promoción y desarrollo
El juego se anunció por primera vez en agosto de 2015 a través de un sitio web teaser, y luego se publicó información adicional en una edición de Dengeki PlayStation.Posteriormente se lanzó un tráiler de debut, y un segundo tráiler se lanzó después a fines de octubre.Los personajes fueron mostrados en una serie de siluetas en Dengeki Online. Las copias iniciales del juego incluyen el arma "Lightning Malance" y la armadura "Butt Shield"; a diferencia del resto del equipo del juego, estos se pueden volver a comprar al perderlos en una mazmorra. 

## Recepción
Cuatro críticos de Famitsu calificaron a Omega Labyrinth con 7, 7, 7 y 8 sobre 10, para un puntaje total de 29/40.El juego vendió 25.000 copias durante su primera semana a la venta en Japón.
Richard Eisenbeis de Kotaku resumió el juego como "una extraña mezcla de fanatismo lleno de orgullo y exploración de mazmorras implacable".  Escribió que a los jugadores que disfrutan del fanservice o un juego desafiante les puede gustar Omega Labyrinth, pero el sistema de muerte (donde las misiones deben completarse de una sola vez) y la capacidad limitada de objetos fueron criticados como demasiado difíciles y demasiado frustrantes, respectivamente.  Sato de Siliconera comparó el juego con la serie Senran Kagura.

## Secuelas
Una secuela, Omega Labyrinth Z, se lanzó el 6 de julio de 2017 en Japón para Vita y PlayStation 4.  Las chicas del original regresan, junto con nuevos personajes. En Omega Labyrinth Z, los protagonistas exploran una nueva y misteriosa cueva en Anberyl Girls Academy, que se abre solo en el aniversario de la fundación de la escuela.   Omega Labyrinth Z originalmente iba a ser lanzado en América del Norte y Europa a principios de 2018 a través del editor PQube Games.  En febrero, el título fue denegado de clasificación en Australia   y en marzo, el Consejo de Normas de Vídeo también denegó la clasificación en el Reino Unido .  PQube canceló la versión occidental planeada del juego en junio     después de que Sony América y Sony Europa bloquearan su lanzamiento. 
Un tercer juego, Omega Labyrinth Life, se lanzó en todo el mundo el 1 de agosto de 2019 para Nintendo Switch y PlayStation 4, y para Steam el 10 de diciembre.   La versión para PlayStation 4, que pasó a llamarse Labyrinth Life, está censurada; se ha eliminado o reemplazado parte del contenido sexual y se ha añadido un mensaje oculto en algunas escenas de desnudos.  